# Новоселівка (Федорівська сільська громада)
Новосе́лівка —  село в Україні, у Федорівській сільській громаді Пологівського району Запорізької області. Населення становить 619 осіб. До 2019 орган місцевого самоврядування - Новоселівська сільська рада.

## Географія
Село Новоселівка знаходиться на лівому березі річки Гайчул, вище за течією на відстані 1 км розташоване село Шевченка, нижче за течією на відстані 2,5 км розташоване село Степанівка, на протилежному березі - село Межиріч. Відстань до райцентру становить 25 км і проходить автошляхом Т 0401. Річка в цьому місці звивиста, утворює лимани і стариці.

## Історія
- 1863 - дата заснування.
- 12 червня 2020 року, відповідно до Розпорядження Кабінету Міністрів України від № 713-р «Про визначення адміністративних центрів та затвердження територій територіальних громад Запорізької області», увійшло до складу Федорівської сільської громади.[1]
- 17 липня 2020 року, в результаті адміністративно-територіальної реформи та ліквідації колишнього Пологівського району (1923-2020), село увійшло до складу новоутвореного Пологівського району.[2]

## Економіка
- «Агрофірма ім. Шевченка», ПП.

## Об'єкти соціальної сфери
- Школа.
- Дитячий садочок.
- Будинок культури.
- Фельдшерсько-акушерський пункт.